# Psia Trawka
Die Alm Psia Trawka ist eine Alm im Tal Dolina Suchej Wody Gąsienicowej in der polnischen Hohen Tatra in der Woiwodschaft Kleinpolen. Unweit der Alm beginnt das Tal Dolina Pańszczyca. Sie liegt auf ungefähr 1185 Metern Höhe.

## Geschichte
Die Alm wurde im 17. Jahrhundert angelegt und befindet sich seit 1954 an der Grenze des Tatra-Nationalparks. Die Alm ist bereits zum großen Teil zugewachsen.

## Etymologie
Der Name lässt sich als Hundegras übersetzen. Er leitet sich von dem Gras ab, das auf der Alm wuchs.

## Tourismus
Über die Alm führen zwei Wanderwege:
- ▬ vom Zakopaner Stadtteil Toporowa Cyrhla über die Rówień Waksmundzka über einen rot markierten Wanderweg zum Bergsee Meerauge.
- ▬ vom Zakopaner Stadtteil Brzeziny über einen schwarz markierten Wanderweg ins Tal Dolina Gąsienicowa.